# Giro dei Paesi Baschi 1972
Il Giro dei Paesi Baschi 1972, dodicesima edizione della corsa, si svolse dal 19 al 23 aprile 1972 su un percorso di 810 km ripartiti in cinque tappe (la terza tappa suddivisa in due semitappe). La vittoria fu appannaggio dello spagnolo José Antonio González Linares, che completò il percorso in 23h17'47", precedendo i connazionali Jesús Manzaneque e Jesús Esperanza. 
I corridori che partirono da Eibar furono 40 (appartenenti a quattro squadre spagnole: Kas, Karpy, La Casera, Werner e una francese, la Bic), mentre coloro che tagliarono il medesimo traguardo furono 25.

## Tappe
| Tappa  | Data      | Percorso                              | km  | Vincitore di tappa            | Leader cl. generale           |
| ------ | --------- | ------------------------------------- | --- | ----------------------------- | ----------------------------- |
| 1ª     | 19 aprile | Eibar > Bilbao                        | 170 | José Antonio González Linares | José Antonio González Linares |
| 2ª     | 20 aprile | Bilbao > Pamplona                     | 180 | Julián Cuevas González        | José Antonio González Linares |
| 3ª-2   | 21 aprile | Estella > Logroño (Cron. individuale) | 44  | José Antonio González Linares | José Antonio González Linares |
| 3ª-2   | 21 aprile | Logroño > Tolosa                      | 83  | José Manuel Blanco Garea      | José Antonio González Linares |
| 4ª     | 22 aprile | Vitoria > Donostia/San Sebastián      | 181 | Domingo Perurena              | José Antonio González Linares |
| 5ª     | 23 aprile | Donostia/San Sebastián > Eibar        | 152 | Domingo Perurena              | José Antonio González Linares |
| Totale | Totale    | Totale                                | 810 |                               |                               |

## Classifica generale
| Pos. | Corridore            | Squadra   | Tempo     |
| ---- | -------------------- | --------- | --------- |
| 1    | José González        | KAS       | 23h17'47" |
| 2    | Jesús Manzaneque     | KAS       | a 9'00"   |
| 3    | Jesús Esperanza      | La Casera | a 9'31"   |
| 4    | Ventura Díaz Arrey   | Werner    | a 10'06"  |
| 5    | José Gómez Lucas     | Werner    | a 11'23"  |
| 6    | José Uribezubia      | Werner    | a 11'37"  |
| 7    | Andrés Oliva         | La Casera | a 12'08"  |
| 8    | Gonzalo Aja          | Karpy     | a 12'48"  |
| 9    | Vicente López Carril | KAS       | a 13'00"  |
| 10   | Santiago Lazcano     | KAS       | a 13'13"  |